# De libi (film)
De libi is een Nederlandse komedie-dramafilm uit 2019 onder regie van Shady El-Hamus. De film, met in de hoofdrollen Bilal Wahib, Daniël Kolf en Oussama Ahammoud, gaat over drie tieners uit een Amsterdamse buitenwijk die alles op het spel zetten om binnen te komen in de nachtclub Jimmy Woo.
De titel van de film is straattaal voor 'het leven'.

## Verhaal
De film volgt gedurende 24 uur lang het leven van drie bevriende tieners uit Amsterdam; Bilal, Gregg en Kev. Bilal is een probleemjongere die vanwege zijn grote mond voor de zoveelste keer in de problemen komt op school. Hij hoopt het vmbo zo snel mogelijk te doorlopen zodat hij zich volledig kan storten op zijn rapcarrière. Zijn beste vriend Gregg, daarentegen, overweegt om na het afronden van het vmbo het havo af te leggen. Wanneer Bilal op het schoolplein wordt betrapt op blowen, riskeert hij een straf en besluit daarop om de rest van de dag te spijbelen. In een lunchzaakje ontmoet hij Jessie, die hij probeert te imponeren. Ze is niet onder de indruk van zijn charmes, maar nodigt hem uit om die avond haar op te zoeken in de Jimmy Woo.
Bilal schakelt de hulp in van Kev om binnen te komen in de club, die bekend staat om de strenge deurselectie. Kev kent via zijn halfbroer Frenkie een dj die een plek op de gastenlijst kan regelen. Hij zoekt Frenkie op en regelt de contactgegevens van dj Dex. Frenkie werkt als drugsdealer en verkoopt op dat moment MDMA aan een klant, Liv. Tijdens de overdracht worden ze aangehouden door de politie. De politie verdenkt Kev van drugs dealen en houdt hem enkele uren vast. Terwijl hij wordt afgevoerd, stuurt Kev de contactgegevens van Dex door naar Bilal en Gregg. Zij hebben tijd gedood op de De Wallen, alwaar ze met het geld dat ze van toeristen hebben gestolen prostituees hebben bezocht.
Bilal en Gregg zoeken Dex op in zijn woning in een rijke buurt, waar hij op dat moment een huisfeestje geeft en onder invloed van drugs is. De jongens worden aangezien voor drugsdealers en in het huis uitgenodigd. Gregg vertrouwt het gezelschap niet en krijgt buiten ruzie met een man die hem etnisch profileert. Bilal gebruikt ondertussen harddrugs met Dex en regelt de plekken op de gastenlijst.
Na de middag op het politiebureau te hebben doorgebracht, gaat Kev met Liv mee naar haar huis en krijgt versiertips van haar waarmee hij die avond met gemak de Jimmy Woo binnenkomt. Bilal en Gregg daarentegen weten geen indruk te maken op de deurvrouw Lila en worden aan de deur geweigerd. Via rapper Hef, die onder de indruk is van Bilals rapkunsten, komen ze toch de club binnen en krijgt Bilal zelfs de kans om op te treden. Kev versiert met succes een meisje, Samira, en gaat met haar mee naar huis.

## Rolverdeling
- Bilal Wahib als Bilal
- Daniël Kolf als Gregg
- Oussama Ahammoud als Kev
- Hef als zichzelf
- Isabella Depeweg als Jessie
- Vera Bulder als Liv
- Maisam El Idrissi
- Sabri Saad El Hamus als Bilals vader
- Thomas Höppener als dj Dex
- Richelle Plantinga als Samira
- Kendrick Etmon als Kevs halfbroer Frenkie
- Manoushka Zeegelaar Breeveld als Isenia
- Gijs Blom als Daan
- Nadja Hüpscher als docent
- Stefanie van Leersum als Lila

## Productie
Regisseur El-Hamus schreef dat hij met de film "bepaalde groepen jongeren een stem [wilde] geven: Een positieve film maken waarin ze serieus genomen worden en waarin ze hun belevingswereld herkennen." Hij baseerde het verhaal losjes op de jeugd van hoofdrolspeler Bilal Wahib. El-Hamus leerde hem kennen tijdens de opnamen van de televisiefilm Malik en was onder de indruk van zijn positieve houding: "Zijn motto is altijd: ik had geen euro op zak maar wist dat ik een miljoen waard was. Na Malik wilde ik een film maken over die honger naar het leven."
De film werd in de zomer van 2018 opgenomen in Amsterdam.

## Release
De film ging in première in 58 zalen en werd een commercieel succes: in het eerste weekend werd de film bezocht door circa 20.000 mensen; het succes leidde ertoe dat de film werd gedraaid in een extra vijf filmzalen.

## Ontvangst
De film kreeg positieve recensies van de pers. Recensent van De Volkskrant gaf de film vier uit vijf sterren: "Nooit te zwaar of te licht, heeft De libi een schwung waar menig Nederlandse speelfilm een puntje aan kan zuigen". Ook criticus van het NRC Handelsblad had vier sterren over voor de film en schreef: "Een roadmovie per Ferrarirode Canta Car door multicultureel Amsterdam. Bij de tijd. Verfrissend politiek a-correct. En opvallend optimistisch."
Recensent van Het Parool schreef: "Shady El-Hamus speelt met vooroordelen en omarmt de clichés, combineert muziek van rapper Hef (die een cameo heeft) met brass van Gallowstreet en Jungle by Night, en durft zijn personages straattaal te laten spreken die nauwelijks te volgen is voor iedereen boven de twintig."

## Prijzen en nominaties
| Jaar | Prijs       | Categorie               | Genomineerde(n)                              | Uitslag     |
| ---- | ----------- | ----------------------- | -------------------------------------------- | ----------- |
| 2019 | Gouden Kalf | Beste scenario          | Jeroen van Scholten Aschat en Shady El-Hamus | Gewonnen    |
| 2019 | Gouden Kalf | Beste mannelijke bijrol | Thomas Höppener                              | Genomineerd |